# Stoinești, Arad
Stoinești este un sat în comuna Craiva din județul Arad, Crișana, România.
Situat in partea nordica a judetului, in apropierea judetului Bihor, satul Stoinesti este apartinator din punct de vedere administrativ de comuna Craiva.

Aici se poate ajunge pe un drum asfaltat din Craiva sau traversand zona piemontala a muntilor Codru Moma pe drumul pe la Maraus, de unde putem cobora spre sud pana la Beliu.
In Stoienesti a existat o bisericuta de lemn inca din secolul al XVIII-lea care a fost inlocuita in 1975 cu actuala care are hramul "Sfintii Arhangheli Mihail si Gavril".

Fiind un sat de munte localnicii se ocupa cu cresterea animalelor si cu agricultura pe spatii mici.

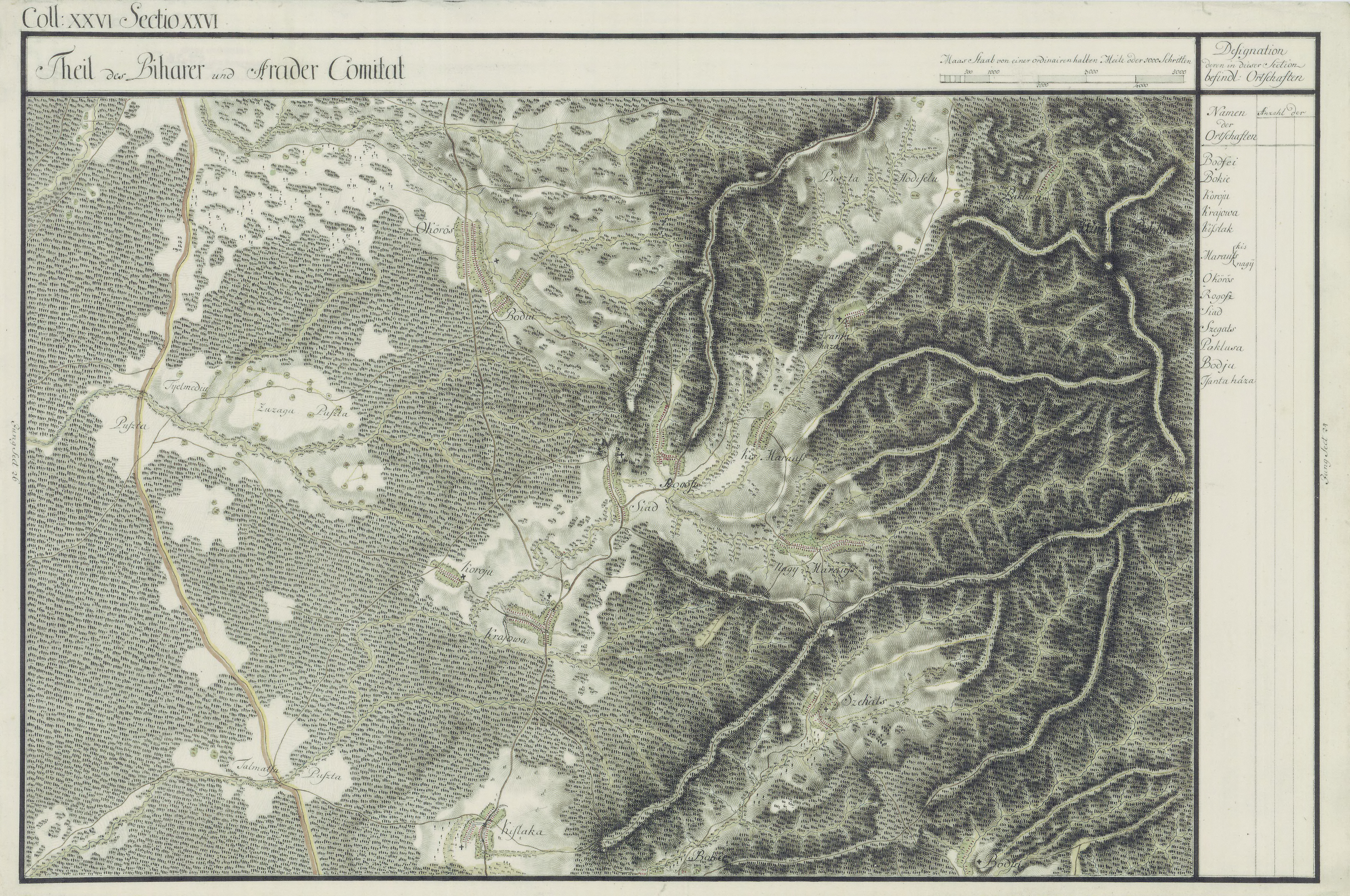
Stoinești în Harta Iozefină a Comitatului Arad, 1782-85